# Rodger Corser
Rodger Corser (Victoria, 1973) is een Australisch acteur. Hij speelde onder andere Peter Johnson in McLeod's Daughters van 2001 tot 2004.
In 2007 is hij getrouwd met Renee Berry. Hij had al een dochter, genaamd Zipporah Mary, uit een eerdere relatie
met de Australische zangeres Christine Anu.